# Gidle
Gidle este un sat în județul Radomsko, voievodatul Łódź, în partea sudică a centrului Poloniei. Este reședința gminei (comunei) numită Gmina Gidle⁠(d). Se află la aproximativ 13 kilometri (8 mi) sud de Radomsko și 93 kilometri (58 mi) la sud de capitala regională Łódź. În 2007, satul avea o populație de 1.540 de locuitori.
În trecut satul a purtat numele de Gidzielice și de Gidżle.

Gidle este locul unei mănăstiri dominicane cu o capelă a figurii miraculoase a Mariei, mama lui Isus. Sanctuarul este o destinație a pelerinajelor religioase din toată Polonia.

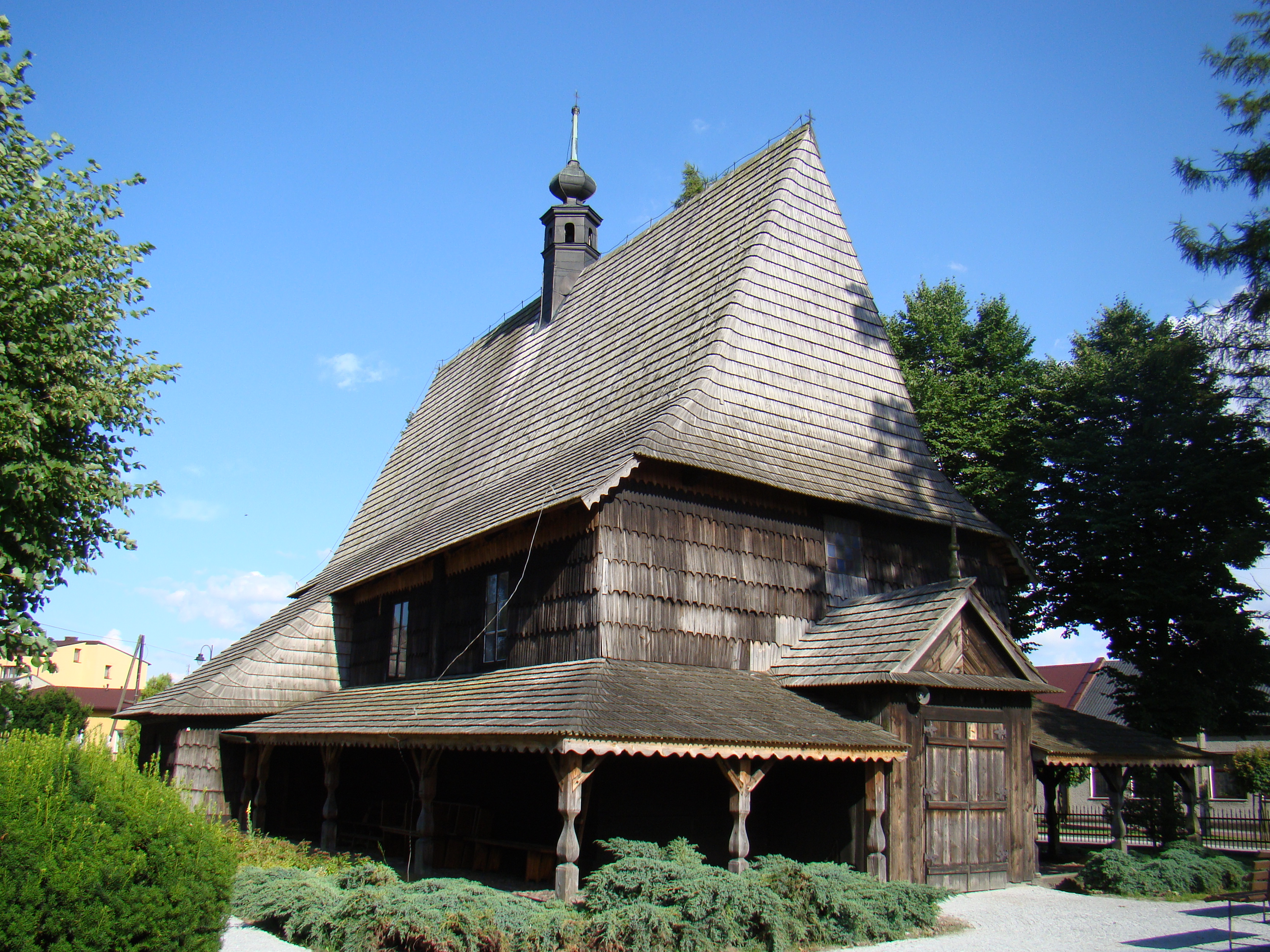
Biserica Maria Magdalena, construită în 1659
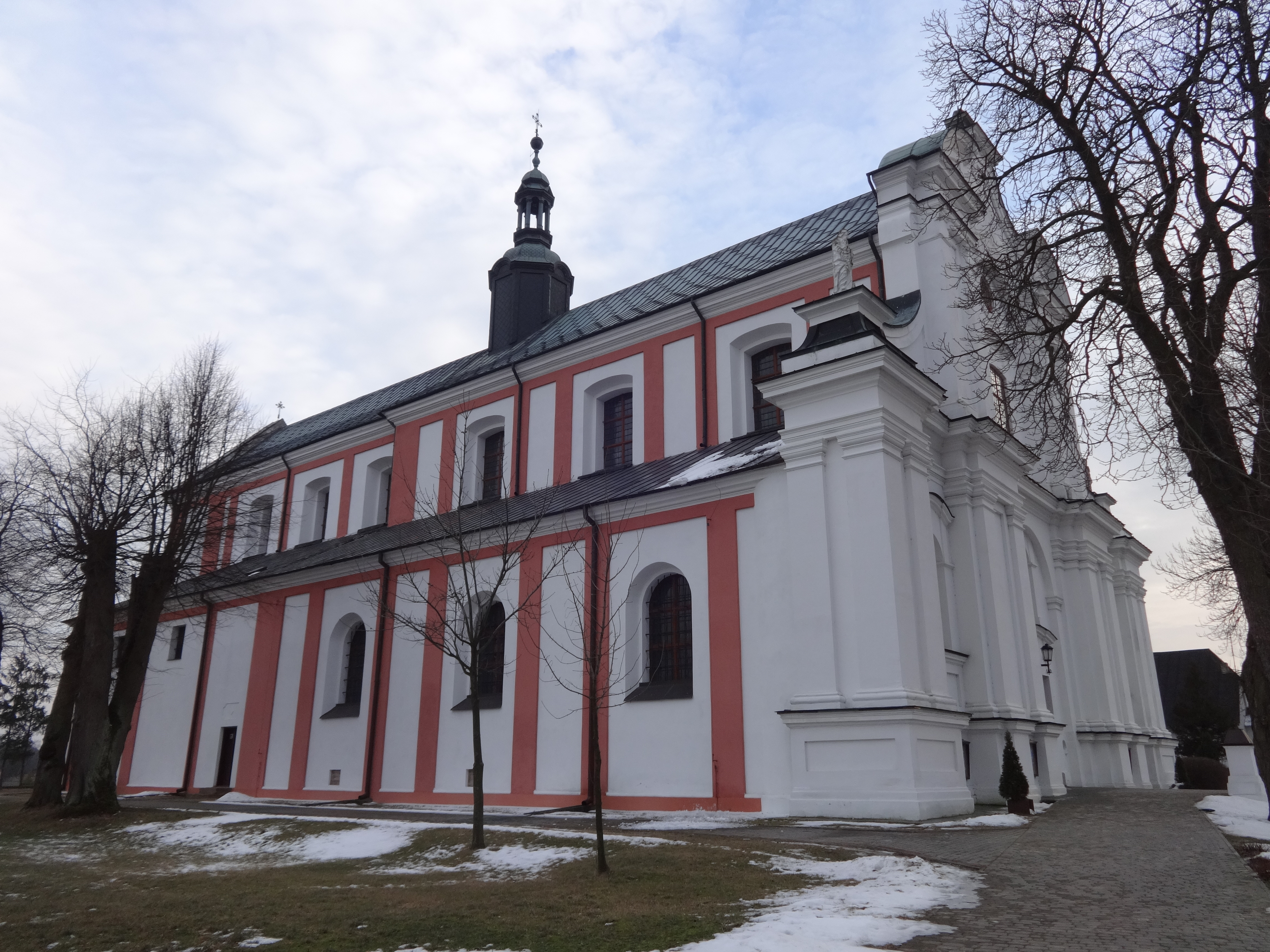
Mănăstirea Cartoșiană
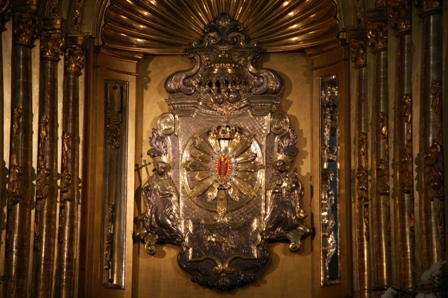
Figura de piatră de la biserica principală
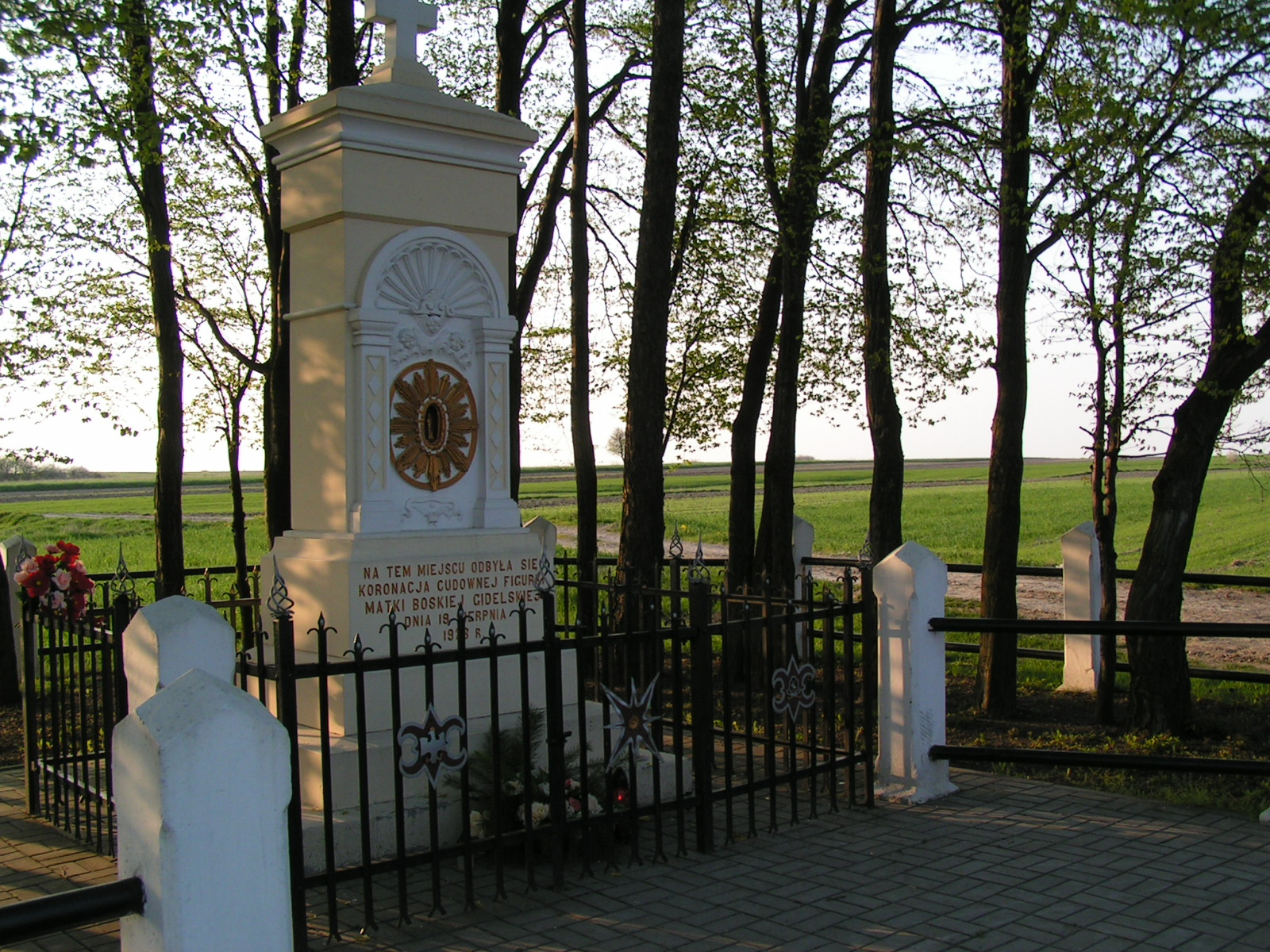
O capelă de pe marginea drumului
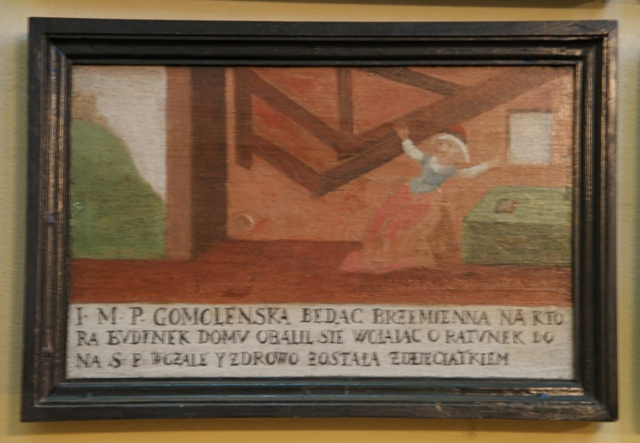
Mărturii pictate din secolul al XVII-lea despre vindecări miraculoase
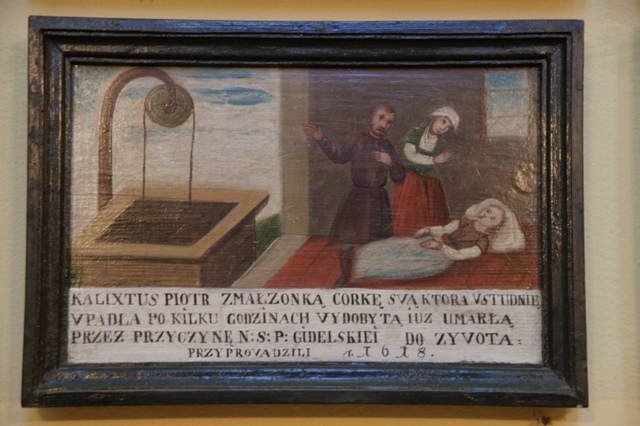
Mărturii pictate din secolul al XVII-lea despre vindecări miraculoase
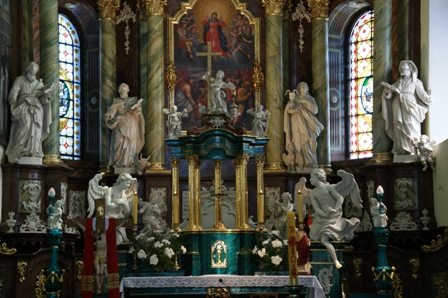
Altarul principal din biserică
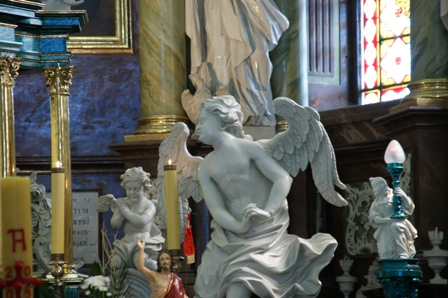
Detalii ale altarului
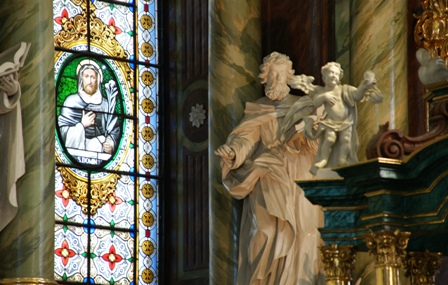
Vitraliu care îl înfățișează pe Sfântul Dominic